# Prieuré Saint-Nicolas de la Guerche-de-Bretagne
Le prieuré Saint-Nicolas de La Guerche-de-Bretagne est un monastère de religieux bénédictins fondé au XIe siècle par Sylvestre de La Guerche, désaffecté à la Révolution et partiellement détruit.

## Historique
Sylvestre de La Guerche (mort entre 1093 et 1096), seigneur de La La Guerche et de Pouancé, est évêque de Rennes, marié, non ordonné et père de deux garçons, Guillaume Ier et Geoffroi. Ceux-ci donnent leur accord pour que leur père fonde un prieuré, lequel sera placé en 1076 sous le vocable de saint Nicolas, patron des voyageurs et des marchands. Sylvestre de La Guerche le confie à l'abbaye Saint-Melaine de Rennes, qui y installe des moines bénédictins.
Il leur fit don de terres, ainsi que d'une juridiction seigneuriale, la dîme de toutes ses rentes appelés mangers, et de tous ses revenus, et douze pièces d'argent payable à Pâques et à Noël. Sylvestre mourut selon les sources entre 1093 et 1096, ce qui fait dire à Dom Morice dans son ouvrage Mémoires pour servir de preuves à l'histoire ecclésiastique et civile de Bretagne, que c'est entre ces dates que fut achevé le prieuré.
En 1115, son fils Guillaume, seigneur de La Guerche, demanda à Dom Raoul, abbé de Saint-Melaine, des reliques de saint Nicolas pour le monastère de La Guerche. Ce dernier accepta et procéda à la translation solennelle des reliques. Guillaume confirma à cette occasion les donations faites par son père et y ajouta le don d'une maison. Un conflit se fait jour avec le moine Lambert de l'abbaye de Saint-Melaine au sujet des dîmes, des coutumes et des revenus de la seigneurie, et un accord intervient en 1121 entre Guillaume et l'abbé Raoul II nouvellement élu. Les moines peuvent donc bénéficier de la dîme de toutes les redevances dues au seigneur, dont le passage, le château, le marché, le four, ainsi que la forêt. Cet accord prévoit que les premiers d'entre les religieux, les bourgeois de la ville et les moines paieront au seigneur toutes celles dues sur le fief du seigneur et aux bourgeois toutes celles dues sur le fief des moines. Tous les devoirs dus par les marchands sur tous les produits vendus ou achetés dans le bourg des moines appartiendront à ceux-ci, même dans le cas où le seigneur changerait le lieu du marché.
Le prieur  de Saint-Nicolas a droit de pacage pour ses porcs et également d'usage dans la forêt de La Guerche. Les moines ne pourront sans l'autorisation du seigneur retenir des hommes à lui, et réciproquement.

## Description

### Prieuré
Il ne reste au XXIe siècle qu'un corps de logis dans un domaine privé. Il devait mesurer dans les 30 m de long.

### Chapelle priorale
Bâtiment construit en pierre de taille de microdiorite quartzique, elle fut détruite en 1556, et le chœur à chevet droit fut partiellement reconstruit au XVIe siècle. C'est une chapelle orientée, présentant un plan en équerre à trois travées, qui devait posséder une crypte sous le chœur. Le bâtiment présente des restes romans : bras nord du transept et baie en arc brisé dans le chœur. La nef et son clocher furent détruits en 1750, et elle ne possède plus ni charpente, ni toiture. Sont encore visible le portail d'entrée surmonté d'une baie, le chevet et des pierres gravées de chevrons.
Pendant la Révolution, la chapelle servit de boucherie pour l'armée puis fut convertie en magasin.
N'étant pas entretenu, les bâtiments subirent des infiltrations d'eau qui mirent l'édifice péril. En 2014, un pan de mur s'effondre et la municipalité procède à l'imperméabilisation du bâtiment. Avec l'aide de la DRAC de Bretagne, la municipalité entreprend la restauration des murs, de la charpente et de la couverture en 2018[réf. nécessaire].

## Fouilles archéologiques
Bastien Lancelot découvrit[Quand ?] une dizaine de pièces de monnaie en cuivre et bronze du XVIe siècle, des agrafes de linceul en fer, des clous en fer forgé, une bague et deux dés à coudre, ainsi que trois squelettes superposés[réf. nécessaire].
Dans le bras nord du transept des ossements humains furent retrouvés lors des travaux de terrassement en 2018[réf. nécessaire].

## Sépultures
- Guillaume Ier de La Guerche

## Prieurs
- 1115 : Robert.
- avant 1121 : Lambert.
- 1121: Ratfred.
- 1156  : Garnier[5].
- 1174 : Guillaume.
- 1204 : Hébert ou Libert[6].
- 1516 : Auffray Le Vayer, abbé de Saint-Melaine, prieur de prieuré Notre-Dame de Vitré et de Saint-Nicolas.
- 1520 : Gilles Bertain.
- 1548 : Jehan du Breil.
- 1572 : François de Saint-Brieuc.
- 1590 : Antoine du Guesquin.
- 1598 : Gilles de Huslin.
- 1652 : Jean Sécart.
- 1683 : Nicolas Grénier.
- 1726 : Charles de Taillefer de Barrière.
- 1726-1762 : Jean de Sanzillon de la Foucaudie[7], prêtre, chanoine de la collégiale Saint-Yrieix de Saint-Yrieix-la-Perche au diocèse de Limoges, prend possession le 2 juin 1726.
- 1762 : Jean de Sanzillon de la Foucaudie[8], neveu du précédent, clerc tonsuré de Limoges, fut pourvu du prieuré le 26 août 1762[9].